# Sárosi Csaba
Sárosi Csaba (Szászrégen, 1951. november 23. –) erdélyi magyar grafikus.

## Életútja
A kolozsvári Ion Andreescu Képzőművészeti Főiskolán Feszt László irányításával szerzett diplomát (1980). 1980-tól Kézdivásárhelyen rajztanár és a helyi képzőművész közösség tevékeny tagja. Önálló grafikai lapjai mellett, melyeken a Kárpát-medencei történelmi sorsközösség szimbólumait mutatja föl, a könyvjegy-művészet elkötelezett művelője. Ex librisein irodalmi és kultúrtörténeti témákat dolgoz föl. Elnyerte velük a kecskeméti Katona József-emlékkiállítás különdíját (1991) és a Dürer Társaság ex libris pályázatának II. díját (1995).
1982-től egyéni kiállítások sorát szervezte erdélyi városokban (Kézdivásárhely, Gyergyószentmiklós, Brassó, Kovászna) és Magyarországon, Hatvanban (1996). Ex librisei nemzetközi kiállításokon arattak sikert: Torinóban, Metzben, Budapesten és a belgiumi Damméban.